# Louis Debras
Louis Debras   (Péronne, 2 d'octubre de 1820 - 1 de febrer de 1899) va ser un pintor francès.
Va néixer a Péronne (Somme) el 2 d'octubre de 1819. D'extracció humil, el seu pare era un treballador assalariat amb pocs recursos, que va fer esforços perquè el seu fill rebés una educació. Amb tot, Debras no ve destacar com a estudiant, i passava estones dibuixant, però sense una vocació clara. Amb consentiment patern, a la seva vila natal, va ser deixeble del pintor Jules Jean-Baptiste Dehaussy. Eventualment, la mare el va portar a París a casa d'uns cosins, a estudiar amb Jérôme-Martin Langlois, que havia estat guardonat amb el Premi de Roma. Tanmateix, no es va acostumar a l'entorn i el preu de les quotes mensuals era massa alt i, finalment, va abandonar els estudis. Durant un temps va estar a París, a l'entorn de 1840, i després va passar per diverses províncies franceses realitzant retrats per preus molt barats.
El 1841 va tenir èxit amb la seva primera pintura titulada Un jove tallador de fusta, amb la venda del qual va obtenir recursos per tornar a París i iniciar els estudia quotidians en les col·leccions nacionals i, a la llarga, va aconseguir ser autosuficient. Va establir relació amb el pintor belga Louis Gallait, que li va encarregar l'execució de diverses obres i també va conèixer Adolphe Thiers, el qual degué exercir una notable influència sobre ell, ja que el va enviar a Torí i Venècia a fer còpies d'obres de Veronese i Tiziano. També va participar en diverses exposicions de belles arts de França, en les quals va concórrer a partir de 1843.
Després d'Itàlia va anar a Espanya, on va estar vuit anys copiant a Velázquez. També va aprofitar per retratar l'aristocràcia madrilenya i va participar en exposicions de belles arts: al certamen de la Reial Acadèmia de Belles Arts de Sant Ferran el 1850 amb Un jove emboçat, la bona execució de la qual va ser elogiada pels diaris, i el de 1851 amb un retrat de bust de senyora. Va concórrer a l'Exposició Nacional de Belles Arts de 1856, va exposar Els genis de les veremes, Un efecte de sol ponent i un Autorretrat, que va ser distingit pel jurat amb una menció honorífica.
En tornar a França va allunyar-se de Thiers i va treballar pel seu compte, a més de tornar a participar en exposicions de belles arts franceses, com els salons de 1873 i 1874, inclosos els que van sorgir dels corrents artístics impressionistes que van acabar per imposar-se. Va morir la primera meitat de 1899. Després de la seva mort, l'1 de juny del mateix any es van vendre les seves eines i obres que hi havia al seu taller en subhasta pública.